# 関東信越国税局
関東信越国税局（かんとうしんえつこくぜいきょく）は、埼玉県さいたま市中央区にある国税庁の地方支分部局で、埼玉県、群馬県、栃木県、茨城県の北関東4県および新潟県、長野県の信越2県を管轄する。
本局は発足時から2000年にさいたま新都心へ移転するまで東京都千代田区内に置かれていた。このため全国の12国税局・国税事務所の中で唯一自局管内に本局を置いていない国税局であった。
なお東京都、千葉県、神奈川県の南関東3都県と山梨県は東京国税局が管轄している。

## 組織
- 局長
  - 総務部
    - 総務課、人事第一課、人事第二課、会計課、企画課、厚生課、事務管理課、税務相談室、国税広報広聴室、税理士監理官、人事調査官、営繕監理官

  - 課税第一部
    - 課税総括課、審理課、個人課税課、資産課税課、機動課、資料調査第一課、資料調査第二課、国税訟務官室、資産評価官、統括国税実査官、統括国税実査官（国際・電子商取引担当）

  - 課税第二部
    - 法人課税課、消費税課、資料調査第一課、資料調査第二課、統括国税実査官、統括国税調査官
    - 酒税課、鑑定官室、統括国税調査官、酒類業調整官

  - 徴収部
    - 管理運営課、徴収課、機動課、特別整理総括課、納税管理官、特別国税徴収官、特別整理第一部門 - 特別整理第五部門、国税訟務官

  - 調査査察部
    - 調査管理課、調査審理課、国際調査課、特別国税調査官、調査第一部門 - 調査第八部門
    - 査察管理課、査察総括第一課、査察総括第二課、資料情報課、特別国税査察官、査察第一部門 - 査察第七部門
- 税務署（63署）

### 関東信越国税局長
関東信越国税局長は東京国税局長と大阪国税局長以外の国税局長（札幌、仙台、金沢、名古屋、広島、高松、福岡、熊本）とともに政令で規定される指定職2号の役職である。財務省主税局参事官、財務省外局である国税庁部長（課税、徴収、調査査察）、税務大学校副校長と同様である。
| 氏名        | 出身校            | 在任期間     | 前職                                                                      | 後職 | 備考               |
| ----------- | ----------------- | ------------ | ------------------------------------------------------------------------- | --- | ------------------ |
| 大前 忠     | 東京大学 経済     | 2007年7月 -  | 内閣府大臣官房構造改革特区担当室長 内閣府経済社会総合研究所総括政策研究官 | 東京税関長 |                    |
| 杉江 潤     | 東京大学 法       | 2008年7月 -  | 国税庁調査査察部長                                                        | 国税庁長官官房審議官（国際担当）                                                                                      |                    |
| 西村 善嗣   | 京都大学 法       | 2009年7月 -  | 国税庁長官官房審議官（酒税担当）                                          | 国税庁課税部長 |                    |
| 道盛 大志郎 | 東京大学 法       | 2010年7月 -  | 理財局次長（理財担当）                                                    | 大臣官房付 内閣官房内閣審議官 内閣官房国家戦略室審議官                                                                |                    |
| 原 信造     | 東京大学 法       | 2010年10月 - | 名古屋税関長                                                              | 岡山県警察本部 |                    |
| 大川 浩     | 東京大学 法       | 2011年7月 -  | 大臣官房審議官（理財局担当）                                              | 横浜税関長 |                    |
| 宮内 豊     | 東京大学 法       | 2012年8月 -  | 大臣官房審議官（主税局担当）                                              | 関税局長 税関研修所長                                                                                                 |                    |
| 迫田 英典   | 東京大学 法       | 2013年6月 -  | 内閣官房内閣審議官（内閣官房副長官補付） 内閣官房社会保障改革担当室審議官 | 大臣官房総括審議官 |                    |
| 岸 英彦     | 早稲田大学 社会科 | 2013年6月 -  | 国税庁課税部課税総括課審理室長                                            | 国税庁長官官房参事官                                                                                                  | 総務部長による心得 |
| 川上 尚貴   | 東京大学 法       | 2014年7月 -  | 大臣官房付                                                                | 大臣官房付 内閣府経済社会総合研究所総括政策研究官 内閣官房内閣審議官（内閣官房副長官補付） 内閣府地方創生推進室長代理 |                    |
| 松村 武人   | 東京大学 法       | 2015年7月 -  | 大臣官房審議官（関税局担当） 大臣官房参事官                               | 関東財務局金融安定監理官 北海道財務局付 東北財務局付 北陸財務局付 東海財務局付                                        |                    |
| 千葉 俊徳   |                   | 2016年6月 -  | 独立行政法人国立印刷局東京支局長                                          | 国税庁課税部課税総括課審理室長                                                                                        | 総務部長による心得 |
| 橋本 元秀   | 京都大学 経済     | 2016年6月 -  | 株式会社日本政策金融公庫取締役                                            | 大阪国税局長 |                    |
| 刀禰 俊哉   | 東京大学 法       | 2017年7月 -  | 仙台国税局長                                                              | 大臣官房サイバーセキュリティ・情報化審議官                                                                            |                    |
| 垣水 純一   | 東京大学 経済     | 2018年7月 -  | 名古屋国税局長                                                            | 税務大学校長 |                    |
| 栗原 一福   | 東京大学 法       | 2019年7月 -  | 関東信越国税不服審判所長（首席国税審判官）                                | 税務大学校長 |                    |
| 栗原 毅     | 東京大学 法       | 2020年8月 -  | アジア開発銀行                                                            | 財務総合政策研究所長                                                                                                  |                    |
| 成田 耕二   |                   | 2021年7月 -  | 大臣官房サイバーセキュリティ・情報化審議官                                | 関東財務局長 |                    |
| 河村 直樹   |                   | 2022年6月 -  | 東北財務局長                                                              | 経済社会総合研究所総括政策研究官兼地方創生推進事務局次長                                                              |                    |
| 木村 秀美   | 東京大学 教養     | 2023年7月 -  | 国税庁調査査察部長                                                        | 大阪国税局長 |                    |

#### 関東信越国税局総務部長
| 氏名      | 在任期間    | 前職                             | 後職                       |
| --------- | ----------- | -------------------------------- | -------------------------- |
| 田島 伸二 | 2016年7月 - | 国税庁長官官房情報技術室長       | 国税庁長官官房参事官       |
| 工藤 克宜 | 2018年7月 - | 福岡国税局総務部長               | 東北大学会計大学院教授     |
| 北村 厚   | 2020年7月 - | 国税庁課税部課税総括課審理室長   | 国税庁課税部法人税課税課長 |
| 山縣 哲也 | 2021年7月 - | 国税庁長官官房総務課広報広聴室長 |                            |

#### 職員
税務職員採用試験は高等学校学習指導要領においてあらかじめ簿記会計学を修得している商業高等学校卒業者等を採用している。国税専門官採用実績大学としては早慶等（大蔵国税三田会等）となっている。租税教育の一環として商業高等学校生徒等を対象に租税教室や職場体験（インターンシップ）を行っている。

## 沿革
- 1949年（昭和24年）6月：東京都千代田区代官町で発足。
- 1956年（昭和31年）4月：千代田区内幸町に移転。
- 1966年（昭和41年）10月：千代田区大手町の大手町合同庁舎新築に伴い東京国税局と同居。
- 1987年（昭和62年）4月：千代田区九段南の関東信越国税総合庁舎（現・九段第2合同庁舎）へ移転。
- 2000年（平成12年）3月27日：さいたま新都心合同庁舎1号館に移転[2]。

## 管内税務署

### 茨城県

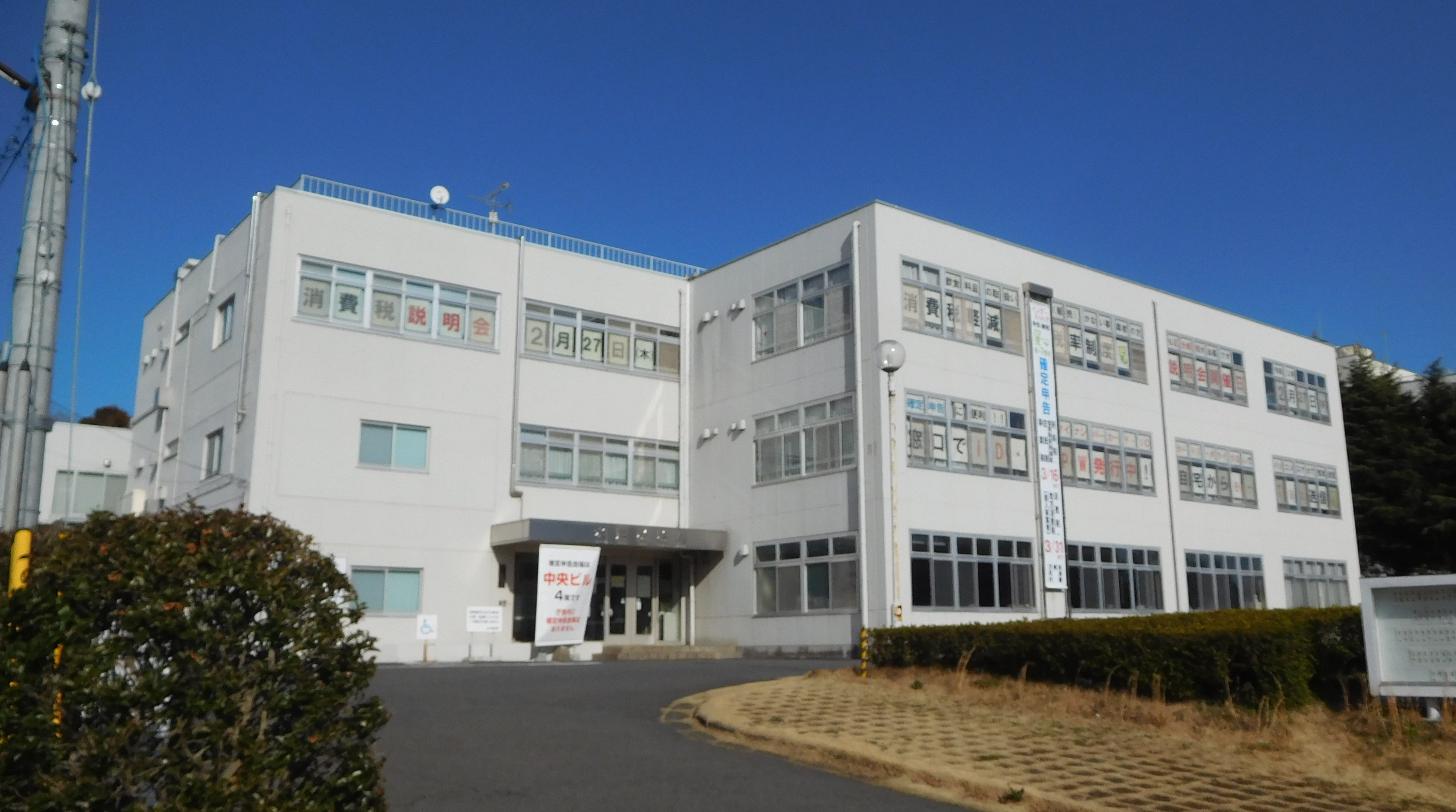
水戸税務署

- 水戸税務署（水戸市）
- 日立税務署（日立市）
- 土浦税務署（土浦市）
- 古河税務署（古河市）
- 下館税務署（筑西市）
- 竜ケ崎税務署（龍ケ崎市）
- 太田税務署（常陸太田市）
- 潮来税務署（潮来市）

### 栃木県
- 宇都宮税務署（宇都宮市）
- 足利税務署（足利市）
- 栃木税務署（栃木市）
- 佐野税務署（佐野市）
- 鹿沼税務署（鹿沼市）
- 真岡税務署（真岡市）
- 大田原税務署（大田原市）
- 氏家税務署（さくら市）

### 群馬県
- 前橋税務署（前橋市）
- 高崎税務署（高崎市）
- 桐生税務署（桐生市）
- 伊勢崎税務署（伊勢崎市）
- 沼田税務署（沼田市）
- 館林税務署（館林市）
- 藤岡税務署（藤岡市）
- 富岡税務署（富岡市）
- 中之条税務署 （吾妻郡中之条町）

### 埼玉県

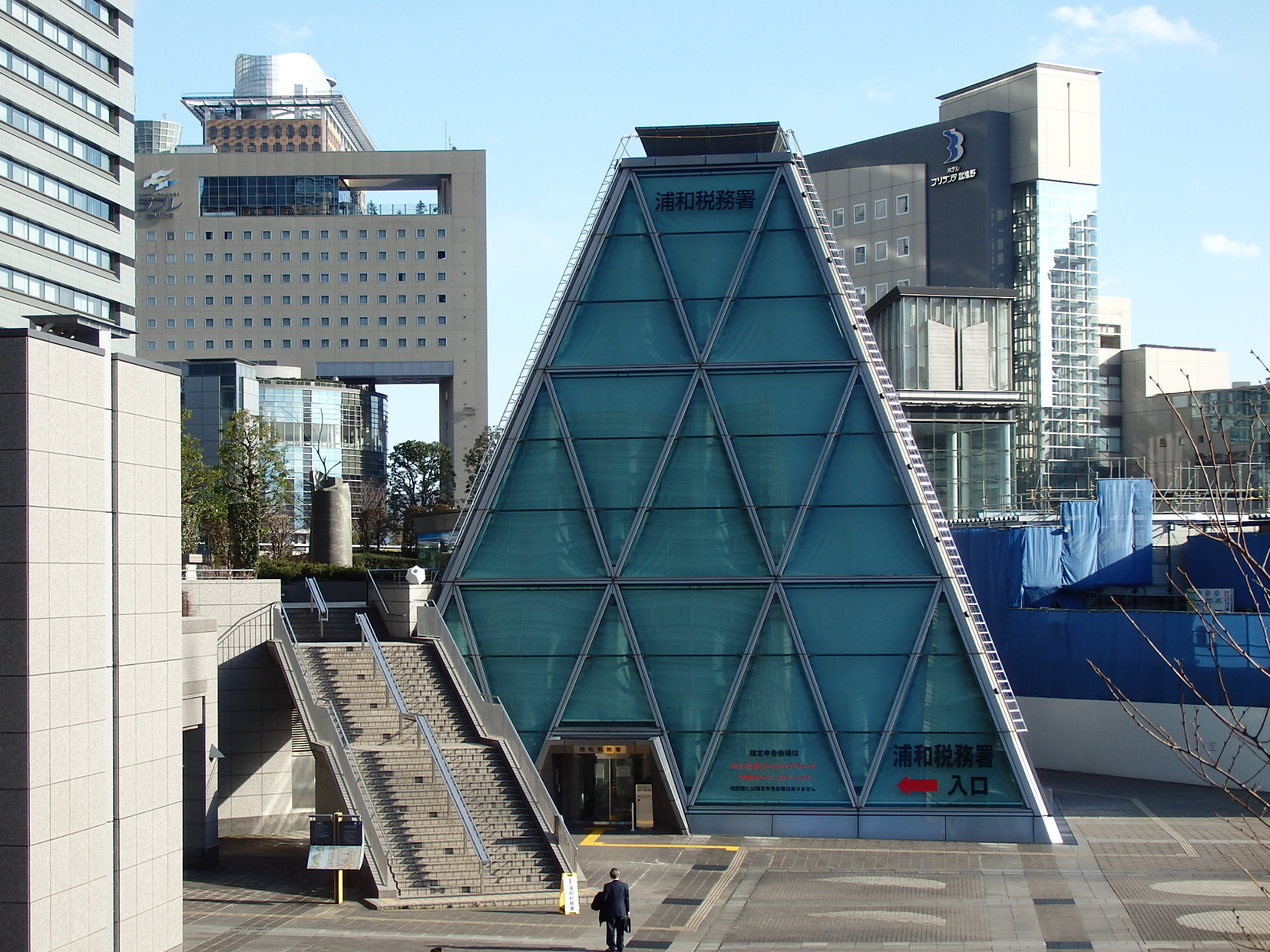
浦和税務署

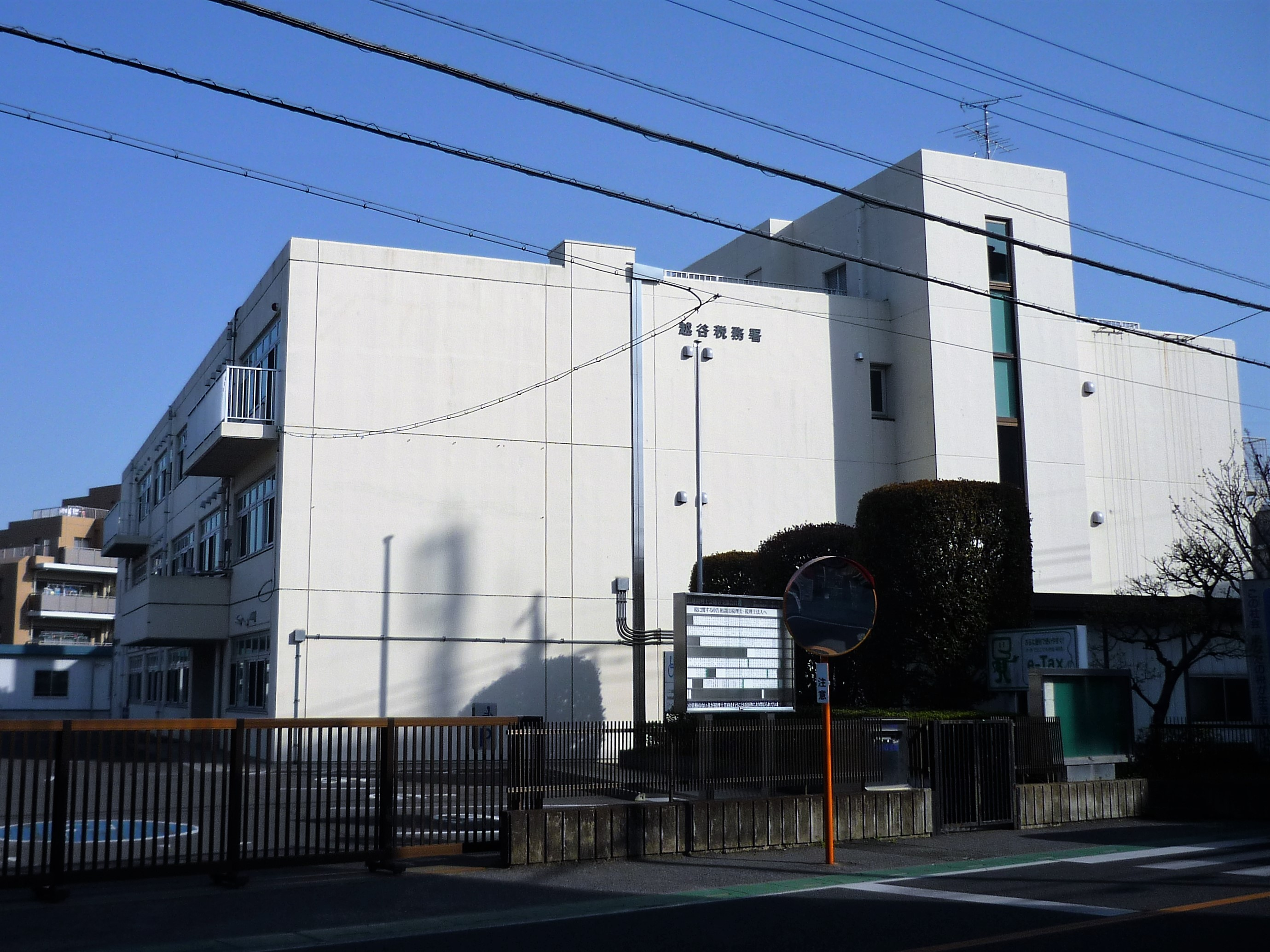
越谷税務署

- 浦和税務署（さいたま市中央区）
- 大宮税務署（さいたま市大宮区）
- 川口税務署（川口市）
- 西川口税務署（川口市）
- 川越税務署（川越市）
- 熊谷税務署（熊谷市）
- 行田税務署（行田市）
- 秩父税務署（秩父市）
- 所沢税務署（所沢市）
- 本庄税務署（本庄市）
- 東松山税務署（東松山市）
- 春日部税務署（春日部市）
- 上尾税務署（上尾市）
- 越谷税務署（越谷市）
- 朝霞税務署 （朝霞市）

### 新潟県
- 新潟税務署（新潟市中央区）
- 新津税務署（新潟市秋葉区）
- 巻税務署（新潟市西蒲区）
- 長岡税務署（長岡市）
- 三条税務署（三条市）
- 柏崎税務署（柏崎市）
- 新発田税務署（新発田市）
- 小千谷税務署（小千谷市）
- 十日町税務署（十日町市）
- 村上税務署（村上市）
- 糸魚川税務署（糸魚川市）
- 高田税務署（上越市）
- 佐渡税務署（旧・相川税務署、佐渡市）

### 長野県
- 長野税務署（長野市）
- 松本税務署（松本市）
- 上田税務署（上田市）
- 飯田税務署（飯田市）
- 諏訪税務署（諏訪市）
- 伊那税務署（伊那市）
- 信濃中野税務署（中野市）
- 大町税務署（大町市）
- 佐久税務署（佐久市）
- 木曽税務署（木曽郡木曽町）